# Musikschule Görlitz

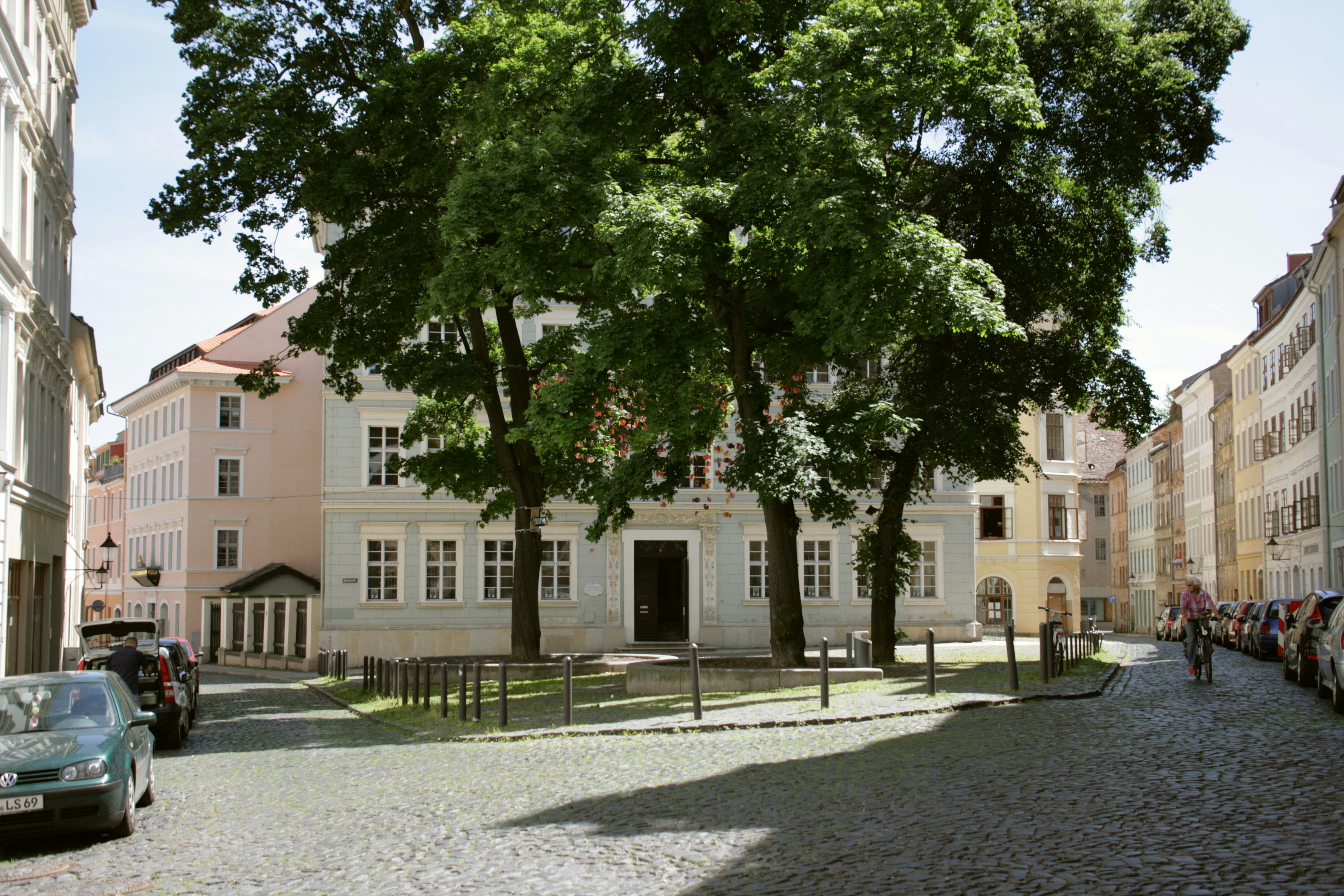
Musikschule „Johann Adam Hiller“ am Fischmarkt in Görlitz

Die Musikschule Görlitz ist eine öffentliche Musikschule in Görlitz. Sie ist nach dem Komponisten und Kapellmeister Johann Adam Hiller benannt.

## Geschichte
Am 14. Juni 1939 fand die Übergabe des Lausitzer Konservatoriums statt; die Städtische Musikschule Görlitz wurde eröffnet. 1951 wurde die Volksmusikschule in den Räumen der 10. Oberschule wiedergegründet. Seit 1963 werden Kontakte mit Polen und Tschechien gepflegt, sodass nach zehn Jahren ein deutsch-polnisches Freundschaftsorchester gegründet wurde. 1977 entstand die Abteilung Tanzmusik. 1970 hatte die Musikschule eine Vorreiterrolle in musikalischer Früherziehung in der DDR. 1992 wurde das Europera-Orchester gegründet. 1996 wird die städtische Musikschule ein eingetragener Verein; Trägerverein ist der Musikschule „Johann Adam Hiller“ e. V. Görlitz. Vereinsvorsitzender ist derzeit Octavian Ursu. 2009 entstand eine Orchesterpatenschaft „tutti pro“ zwischen der Neuen Lausitzer Philharmonie und dem deutsch-polnischen Jugendsinfonieorchester. Seit 2002 ist die Musikschule Ausrichter des internationalen Klavierwettbewerbs Görlitz / Zgorzelec.

## Ehemalige Mitglieder und Lehrer
- Eberhard Weise, der 1957 gemeinsam mit anderen Ehemaligen der Schule (Richard Bergmann, Wolf Hudalla, Günter Kloß) das Jazz-Orchester Eberhard Weise gründete[1]
- Weitere Orchester und Bands bildeten sich aus Ehemaligen, wie etwa das 32-köpfige klassische Orchester Sinfonietta Meridiana[2]
- 1964 entstand auf Initiative der damaligen Direktorin der Musikschule Maria Frenzel-Weiner unter Beteiligung von polnischen Musikern das Laienensemble Niederschlesisches Kammerorchester Görlitz, das mehrere Rundfunkauftritte im Rundfunk der DDR hatte.[3]
- Jan Paul Nagel (1934–1997), sorbischer Komponist[4]
- Thomas Stapel (geb. 1964), Komponist, Dirigent, Textautor, seit 2019 Leiter der Musikschule "Johann Adam Hiller" Görlitz e. V.[5]